# لاست: بخش‌های حذف‌شده
لاست: بخش‌های حذف‌شده (به انگلیسی: Lost: Missing Pieces) مجموعه‌ای متشکل از سیزده کلیپ ویدیویی به مدت یک تا چهار دقیقه است که در طول فصل‌های ۳ و ۴ مجموعه تلویزیونی لاست پخش شد. این مجموعه یک اسپین‌آف از آن است.